# 自安山城
自安山城，又名治安山城，《通化县志》作石头城，位于吉林省通化市东昌区通化经济开发区自安村夹心屯北平顶山，是一座始建于战国至汉代的大型军事城址，并沿用至高句丽时期。其是通化地区燕秦汉长城障塞遗址群中发现的规模最大的一座军事城址，是中国版图最东端的汉代城堡之一。2006年自安山城被中华人民共和国国务院公布为第六批全国重点文物保护单位。

## 建筑
自安山城位于哈泥河汇入浑江河口的平顶山山顶，依山势修建，成南北长、东西窄的簸箕形，西、南、东三面临江。山城城垣总长2753米，城内面积约36万平方米。其中北垣长442.1米，有门址一处；西垣长802.2米、有门址两处；南垣长352.8米，有门址两处；东壁利用自然山势，长1156.4米。墙垣为石制，现存残墙高0.8～1米。南城墙西北端的一号门址为山城正门，门外侧今有两处直径14米的完整对称的圆形夯土，夯土断面可见夯层，为门阙建筑遗址。目前中原地区还没有发现城阙建筑实体，这可能是中国现存的唯一一处门阙遗迹。三、四号城门可发现多次毁坏并重筑的历史，其中三号门最终被封堵废弃。城内还发现水井两处和蓄水池一处，以及长18米的石制排水涵洞。

## 年代
由于缺乏文献记载和周边同时期遗址发掘材料稀缺，因此自安山城的年代定位不确。仅就山城的石质城垣而言，有学者认为其建造和使用均为高句丽时期，始建年代不早于丸都山城和国内城，使用年代应与五女山城的第四期、国内城的使用年代大体相当。
山城已发掘的部分发现下层为西汉、上层为东汉至魏晋时期文化堆积，城内外出土有大量战国和汉代陶片、高句丽瓦片及金代铜钱等。从陶器的形制和工艺来看，中原文化在西汉至魏晋时期占据主导地位。山城的城墙、门阙以及排水涵洞等建筑也具有汉朝风格，并体现了中原文化与东北当地文化融合的特点。尤其是一号城门外侧的一对土筑门阙是典型的汉朝城池标志，这在今日所见的所有高句丽城池中独一无二。这表明自安山城应是西汉时期一座郡府级别的城。《汉书・地理志》记载玄菟郡由高句丽县、上殷台县和西盖马县三县构成。有学者根据自安山城的地理位置、建筑风格、时代特征等方面分析，此城可能是汉昭帝时期内迁的玄菟郡，即第二玄菟郡故址。漢昭帝始元五年（前82年）將包括沃沮人在內的穢貊人劃入樂浪郡，以北的真番人和句麗人則屬於玄菟郡。玄菟舊治沃沮城，所以才“徙郡句麗西北”。
通化师范学院高句丽与东北民族研究中心的李树林教授认为自安山城的始建年份应在战国时期，为燕国拓展到辽东地区修筑的障塞体系中的一座大型城堡，当筑于“燕王东收辽东而王之”后至燕国灭亡前，即前225年至前222年间，曾作为燕王喜抵御秦军第二次攻取辽东战争的王城。燕国太子丹被秦军追击时所隐匿的“衍水”实为通化地区的浑江，而自安山城很可能是燕国抵御秦军的最后拒守之地和太子丹的身死之处。从出土文物推测山城最晚使用年代为公元四世纪末至五世纪初。遗址内发现的大量铁镞和多层火烧迹象顯示自安山城可能毁于戰火。

## 保護
自安山城的发现不晚于清末，在1910年和1927年编著的《通化县志》中均有著录，称作“石头城”或“山城子”，俗称“高丽城子”；1983年春，通化地区文物管理办公室同通化市文化局文物志编写组对山城做了首次专业考古调查，并据其地名命名为“自安山城”，同年6月做了第二次调查，并测量、拍照，结果收入《通化市文物志》；1984年，自安山城被通化市人民政府公布为市级文物保护单位；1985年，通化市文物普查队对自安山城再次考古复查和测绘；1988年和1989年，吉林省文物考古研究所和通化市文物管理办公室对山城再次考察测量；1999年，自安山城被吉林省人民政府公布为第五批省级重点文物保护单位；2004年，自安山城申报全国重点文物保护单位，吉林省文物考古研究所与通化市文物管理办公室对山城第一次试掘；2006年5月，自安山城被中华人民共和国国务院公布为第六批全国重点文物保护单位。同年被纳入吉林省高句丽后续保护项目，进行为期三年的主动性考古发掘，由吉林省文物考古研究所与中国人民解放军总装备部勘察测绘研究总院合作完成了城址地形图的测绘和制作。2007至2009年，吉林省文物考古研究所组织人员对山城做了全面、主动的考古发掘。2012年开始，山城遗址先后实施了文物本体维修展示项目。2019年，遗址被命名为省级考古公园。